# 布賴薩島
布賴薩島是俄羅斯的島嶼，屬於法蘭士約瑟夫地群島的一部分，位於布雷伊季島以北4公里，由阿爾漢格爾斯克州負責管轄，長9公里，最高點海拔高度409米。